# سامسونگ گلکسی نوت ۸
سامسونگ گلکسی نوت ۸ (انگلیسی: Samsung Galaxy Note 8) یک تلفن هوشمند مبتنی بر اندروید می‌باشد که توسط سامسونگ الکترونیک طراحی، تولید و عرضه شده‌است. این گوشی در تاریخ ۲۳ اوت ۲۰۱۷ رونمایی شد و در ۱۵ سپتامبر ۲۰۱۷ در دسترس عموم قرار گرفت.
نوت ۸ در مشخصات کلی و همچنین قلم اس پن پیشرفت‌هایی را نسبت به قبل داشته، در حالی که از نظر ابعاد سنت مدل‌های گلکسی نوت را حفظ کرده‌است. نوت ۸ یک پردازنده ارتقا یافته و برای اولین بار در تاریخ گوشی‌های هوشمند سری گلکسی نوت، یک دوربین دوگانه بر روی پشت دستگاه است؛ یک دوربین به عنوان یک لنز واید و دیگری به عنوان یک لنز تله فوتو، که هر دو لنز ۱۲ مگاپیکسل و ثبات تصویر نوری را دارا می‌باشند. سطح حساسیت فشار افزایش‌یافته و نرم‌افزار آن برای ارائه اینترنت بهبود یافته.  نمایشگر همیشه روشن در آن پشتیبانی شده و نیز انیمیشن‌هایی به شکل GIF به رابط کاربری آن اضافه شده و ویژگی‌های ترجمه بهبود یافته ارتقا داده شده‌است.

## تاریخچه
سامسونگ در تاریخ ۲۰ ژوئیه ۲۰۱۷ ویدئویی از یک دستگاه سیاه با قلم را توییت کرد و اعلام کرد که رویداد بعدی آنپکد در ۲۳ اوت ۲۰۱۷ برگزار می‌شود. گلکسی نوت ۸ در آن رویداد حضور یافت و عرضه آن نیز از تاریخ ۱۵ سپتامبر ۲۰۱۷ آغاز شد. مالکان سامسونگ گلکسی نوت ۷ می‌توانستند این فبلت را با تخفیف ویژه ۵۲۴ دلاری خریداری کنند.